# The Twilight Zone/Lessons
The Twilight Zone/Lessons è un singolo del gruppo musicale canadese Rush, pubblicato nel 1976 come primo estratto dal quarto album in studio 2112.

## Descrizione
The Twilight Zone venne composto frettolosamente alla fine delle sessioni di registrazione di 2112, dato che rimaneva lo spazio disponibile per un'ulteriore canzone. Il testo, scritto dal batterista Neil Peart, è dedicato all'omonima serie televisiva, molto apprezzata dai Rush (anche l'album precedente, Caress of Steel, è stato dedicato a Rod Serling, l'ideatore della serie), e fa riferimento in particolare a due episodi: Will the Real Martian Please Stand Up? (stagione 2, episodio 28) e Stopover in a Quiet Town (stagione 5, episodio 30); un passaggio del testo è citato in un episodio del 1976 del fumetto della Marvel Comics I Difensori. Nel brano compaiono due linee vocali: una cantata e l'altra sussurrata. The Twilight Zone è stata eseguita dal vivo solo in rare occasioni durante il 2112 Tour, senza apparire in nessun album dal vivo del gruppo.
Lessons è invece un brano composto unicamente dal chitarrista Alex Lifeson e anch'esso presente in 2112.

## Tracce
Lato A
1. The Twilight Zone – 2:41 (Geddy Lee, Alex Lifeson, Neil Peart)

Lato B
1. Lessons – 2:58 (Alex Lifeson)

## Formazione
- Geddy Lee – basso, voce
- Alex Lifeson – chitarra elettrica e acustica
- Neil Peart – batteria, percussioni